# Nevadocoris bullatus
Nevadocoris bullatus är en insektsart som beskrevs av Knight 1968. Nevadocoris bullatus ingår i släktet Nevadocoris och familjen ängsskinnbaggar. Inga underarter finns listade i Catalogue of Life.